# Song Duzong
Song Duzong (宋度宗), född 1240, död 1274, var den femtonde kejsaren under den kinesiska Songdynastin (960-1279) och regerade 1264-1274. Hans personliga namn var Zhao Qi (赵祺).
Kejsar Duzong besteg kejsartronen år 1264 efter att hans adoptivfar kejsare Lizong avlidit. Under kejsar Duzongs regeringstid fortsätter mongolerna sin inversion av Kina och Songdynastin pressas söder ut i riket. Det långdragna slaget om Xiangyang stod från 1268 till dess att Xiangyang slutligen föll 1273.
Efter att Duzong avlidit 1274 efterträddes han av sin fyraåriga adoptivson kejsar Gongzong. Kejsar Duzong begravdes i Sex Songmausoleum sydost omi Shaoxing, Zhejiang.